# Binjeng
Binjeng est une localité du Cameroun située dans le département du Donga-Mantung et la Région du Nord-Ouest, à proximité de la frontière avec le Nigeria. Elle fait partie de la commune de Nkambé.

## Population
En 1968, Binjeng n'était qu'un quartier de Binka et comptait alors 176 habitants, dont la plupart appartenaient au clan Tang. 
Au moment du recensement national (3e RGPH) de 2005, c'est devenu un village à part entière dans lequel on a dénombré 908 personnes.